# Coupiac
Coupiac est une commune française située dans le département de l'Aveyron, en région Occitanie.
Le patrimoine architectural de la commune comprend deux  immeubles protégés au titre des monuments historiques : le château, inscrit en 1928, et la maison Marty, inscrite en 1974.

## Géographie

Représentations cartographiques de la commune
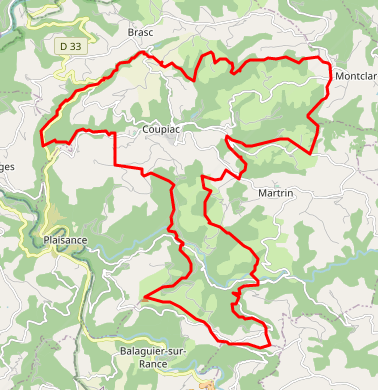
Carte OpenStreetMap.
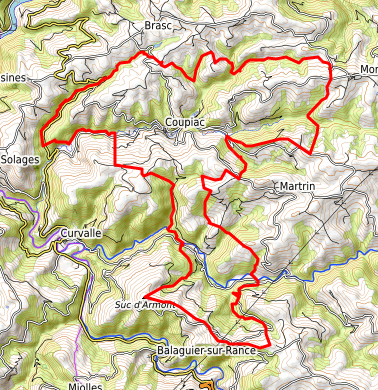
Carte topographique.

### Communes limitrophes
Les communes limitrophes sont Balaguier-sur-Rance, La Bastide-Solages, Brasc, Martrin, Montclar, Plaisance et Saint-Sernin-sur-Rance.

### Hydrographie

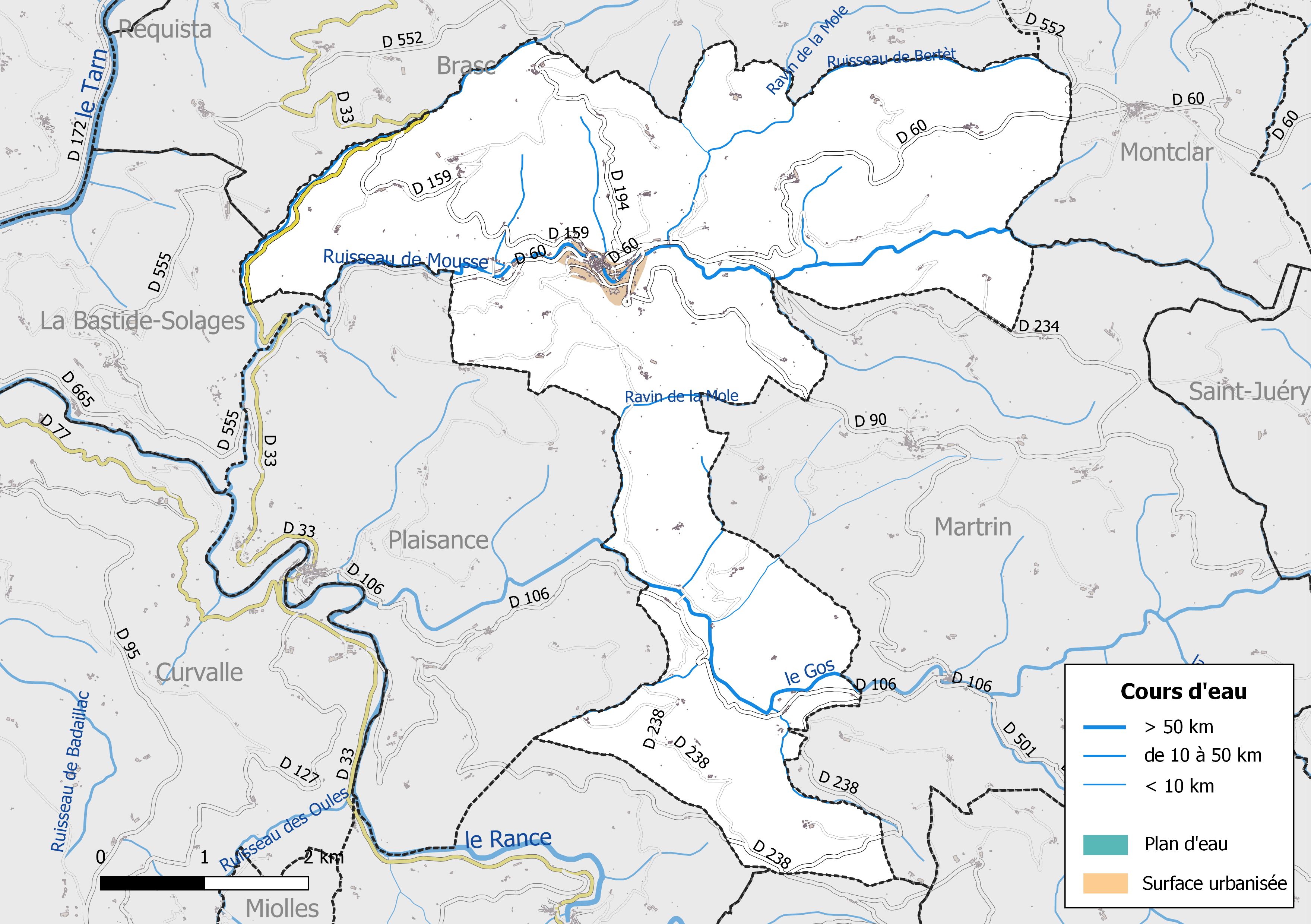
Réseaux hydrographique et routier de Coupiac.

La commune est drainée par le Gos, le Ruisseau de Mousse, le ravin de la Mole, le ruisseau de Bertèt et par divers petits cours d'eau.
Le Gos, d'une longueur totale de 17 km, prend sa source dans la commune de Saint-Juéry et se jette  dans le Rance à Plaisance, après avoir arrosé 4 communes.
Le Ruisseau de Mousse, d'une longueur totale de 13,4 km, prend sa source dans la commune de Martrin et se jette  dans le Rance à La Bastide-Solages, après avoir arrosé 5 communes.

### Climat
Pour des articles plus généraux, voir Climat de l'Occitanie et Climat de l'Aveyron.
En 2010, le climat de la commune est de type climat océanique altéré, selon une étude s'appuyant sur une série de données couvrant la période 1971-2000. En 2020, Météo-France publie une typologie des climats de la France métropolitaine dans laquelle la commune est dans une zone de transition entre le climat océanique altéré et le climat de montagne et est dans la région climatique Sud-est du Massif Central, caractérisée par une pluviométrie annuelle de 1 000 à 1 500 mm, minimale en été, maximale en automne.
Pour la période 1971-2000, la température annuelle moyenne est de 11,9 °C, avec une amplitude thermique annuelle de 16,1 °C. Le cumul annuel moyen de précipitations est de 921 mm, avec 11,2 jours de précipitations en janvier et 6,4 jours en juillet. Pour la période 1991-2020, la température moyenne annuelle observée sur la station météorologique la plus proche, située sur la commune de La Bastide-Solages à 5 km à vol d'oiseau, est de 13,5 °C et le cumul annuel moyen de précipitations est de 950,8 mm,. Pour l'avenir, les paramètres climatiques de la commune estimés pour 2050 selon différents scénarios d'émission de gaz à effet de serre sont consultables sur un site dédié publié par Météo-France en novembre 2022.

### Milieux naturels et biodiversité

#### Espaces protégés
La protection réglementaire est le mode d’intervention le plus fort pour préserver des espaces naturels remarquables et leur biodiversité associée.
Dans ce cadre, la commune fait partie d'un espace protégé, le Parc naturel régional des Grands Causses, créé en 1995 et d'une superficie de 327 937 ha, s'étend sur 97 communes. Ce territoire rural habité, reconnu au niveau national pour sa forte valeur patrimoniale et paysagère, s’organise autour d’un projet concerté de développement durable, fondé sur la protection et la valorisation de son patrimoine,,.

## Urbanisme

### Typologie
Au 1er janvier 2024, Coupiac est catégorisée commune rurale à habitat dispersé, selon la nouvelle grille communale de densité à 7 niveaux définie par l'Insee en 2022.
Elle est située hors unité urbaine et hors attraction des villes,.

### Occupation des sols

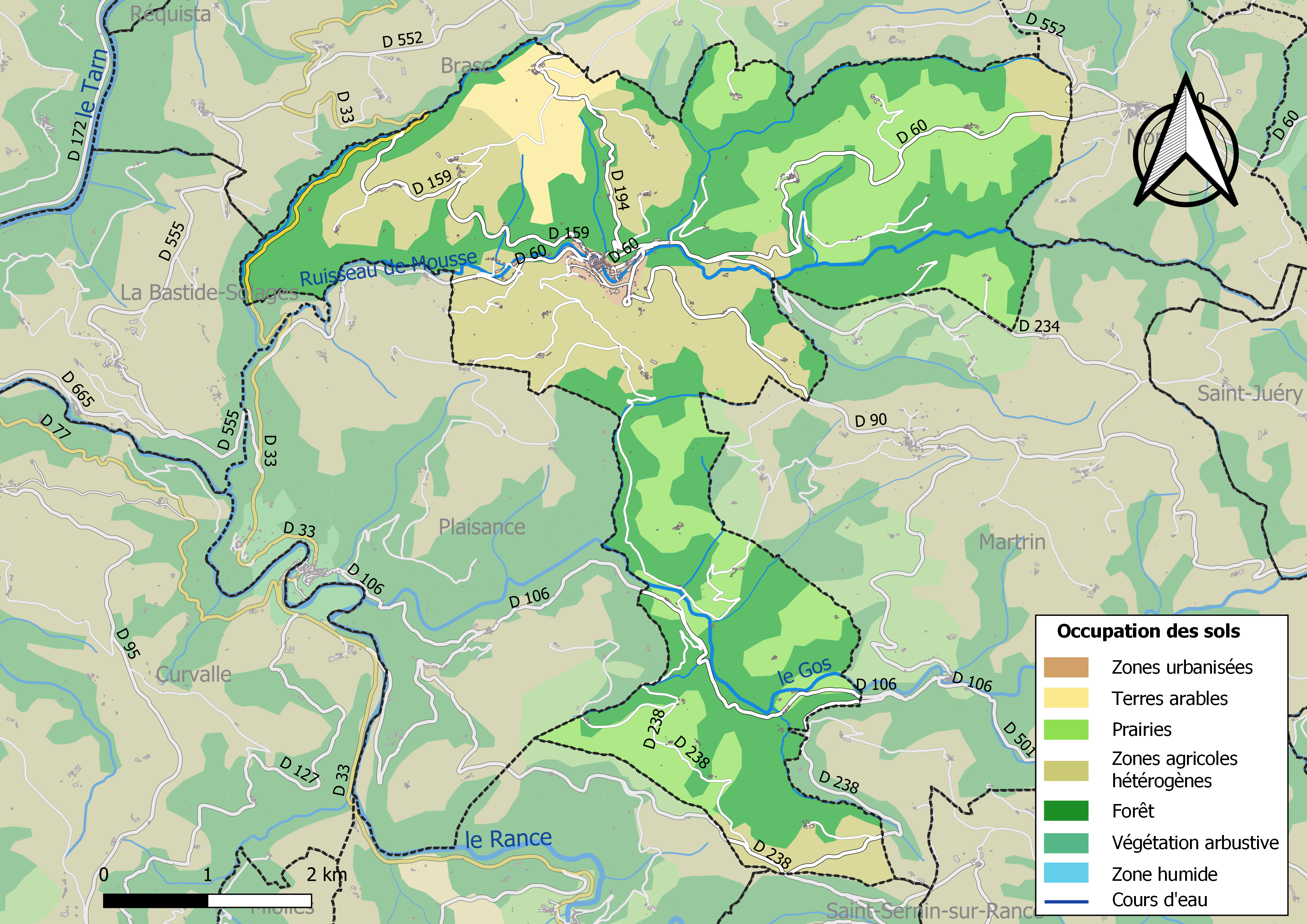
Infrastructures et occupation des sols de la commune de Coupiac.

L'occupation des sols de la commune, telle qu'elle ressort de la base de données européenne d’occupation biophysique des sols Corine Land Cover (CLC), est marquée par l'importance des territoires agricoles (55,2 % en 2018), une proportion identique à celle de 1990 (55,2 %). La répartition détaillée en 2018 est la suivante : 
forêts (43,7 %), zones agricoles hétérogènes (27,2 %), prairies (23,7 %), terres arables (4,4 %), zones urbanisées (1,1 %).

### Planification
La loi SRU du 13 décembre 2000 a incité fortement les communes à se regrouper au sein d’un établissement public, pour déterminer les partis d’aménagement de l’espace au sein d’un SCoT, un document essentiel d’orientation stratégique des politiques publiques à une grande échelle. La commune est dans le territoire du SCoT du Parc naturel régional des Grands Causses, approuvé le vendredi 7 juillet 2017 par le comité syndical et mis à l’enquête publique en décembre 2019. La structure porteuse est le Pôle d'équilibre territorial et rural du PNR des Grands Causses, qui associe huit communautés de communes, notamment la communauté de communes Saint Affricain, Roquefort, Sept Vallons, dont la commune est membre.
La commune disposait en 2017 d'une carte communale approuvée.

### Risques majeurs
Le territoire de la commune de Coupiac est vulnérable à différents aléas naturels : inondations, climatiques (hiver exceptionnel ou canicule), feux de forêts et séisme (sismicité très faible).
Il est également exposé à un risque technologique, le transport de matières dangereuses, et à deux risques particuliers, les risques radon et minier,.

#### Risques naturels

Zones inondables de la commune de Coupiac.

Certaines parties du territoire communal sont susceptibles d’être affectées par le risque d’inondation par débordement du Gos et du ruisseau de Mousse. Les dernières grandes crues historiques, ayant touché plusieurs parties du département, remontent aux 3 et 4 décembre 2003 (dans les bassins du Lot, de l'Aveyron, du Viaur et du Tarn) et au 28 novembre 2014 (bassins de la Sorgues et du Dourdou). Ce risque est pris en compte dans l'aménagement du territoire de la commune par le biais du Plan de prévention du risque inondation (PPRI) du bassin du « Rance », approuvé le 9 octobre 2015.
Le Plan départemental de protection des forêts contre les incendies découpe le département de l’Aveyron en sept « bassins de risque » et définit une sensibilité des communes à l’aléa feux de forêt (de faible à très forte). La commune est classée en sensibilité faible.
Les mouvements de terrains susceptibles de se produire sur la commune sont liés au retrait-gonflement des argiles, conséquence d'un changement d'humidité des sols argileux. Les argiles sont capables de fixer l'eau disponible mais aussi de la perdre en se rétractant en cas de sécheresse. Ce phénomène peut provoquer des dégâts très importants sur les constructions (fissures, déformations des ouvertures) pouvant rendre inhabitables certains locaux. La carte de zonage de cet aléa peut être consultée sur le site de l'observatoire national des risques naturels Georisques.

#### Risques technologiques
Le risque de transport de matières dangereuses sur la commune est lié à sa traversée par une route à fort trafic. Un accident se produisant sur une telle infrastructure est en effet susceptible d’avoir des effets graves au bâti ou aux personnes jusqu’à 350 m, selon la nature du matériau transporté. Des dispositions d’urbanisme peuvent être préconisées en conséquence.

#### Risques particuliers
La commune est concernée par le risque minier, principalement lié à l’évolution des cavités souterraines laissées à l’abandon et sans entretien après l’exploitation des mines.
Dans plusieurs parties du territoire national, le radon, accumulé dans certains logements ou autres locaux, peut constituer une source significative d’exposition de la population aux rayonnements ionisants. Toutes les communes du département sont concernées par le risque radon à un niveau plus ou moins élevé. La commune de Coupiac est classée à risque moyen à élevé.

## Toponymie
« Villa de Cuppius
»

## Politique et administration

### Découpage territorial
La commune de Coupiac est membre de la communauté de communes Saint Affricain, Roquefort, Sept Vallons, un établissement public de coopération intercommunale (EPCI) à fiscalité propre créé le 1er janvier 2017 dont le siège est à Vabres-l'Abbaye. Ce dernier est par ailleurs membre d'autres groupements intercommunaux.
Sur le plan administratif, elle est rattachée à l'arrondissement de Millau, au département de l'Aveyron et à la région Occitanie. Sur le plan électoral, elle dépend du  canton des Causses-Rougiers pour l'élection des conseillers départementaux, depuis le redécoupage cantonal de 2014 entré en vigueur en 2015, et de la troisième circonscription de l'Aveyron  pour les élections législatives, depuis le dernier découpage électoral de 2010.

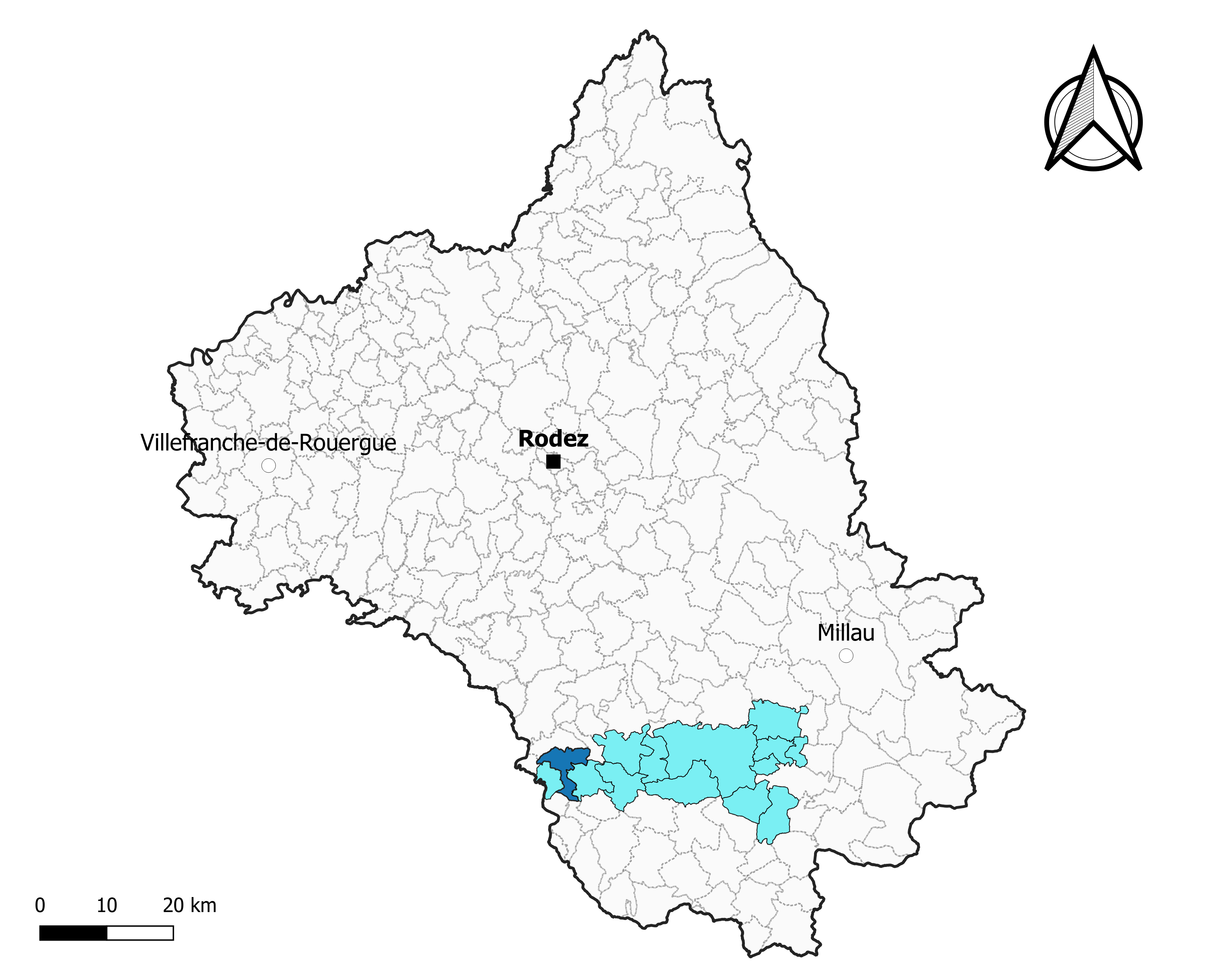
Coupiac dans l'intercommunalité en 2020.
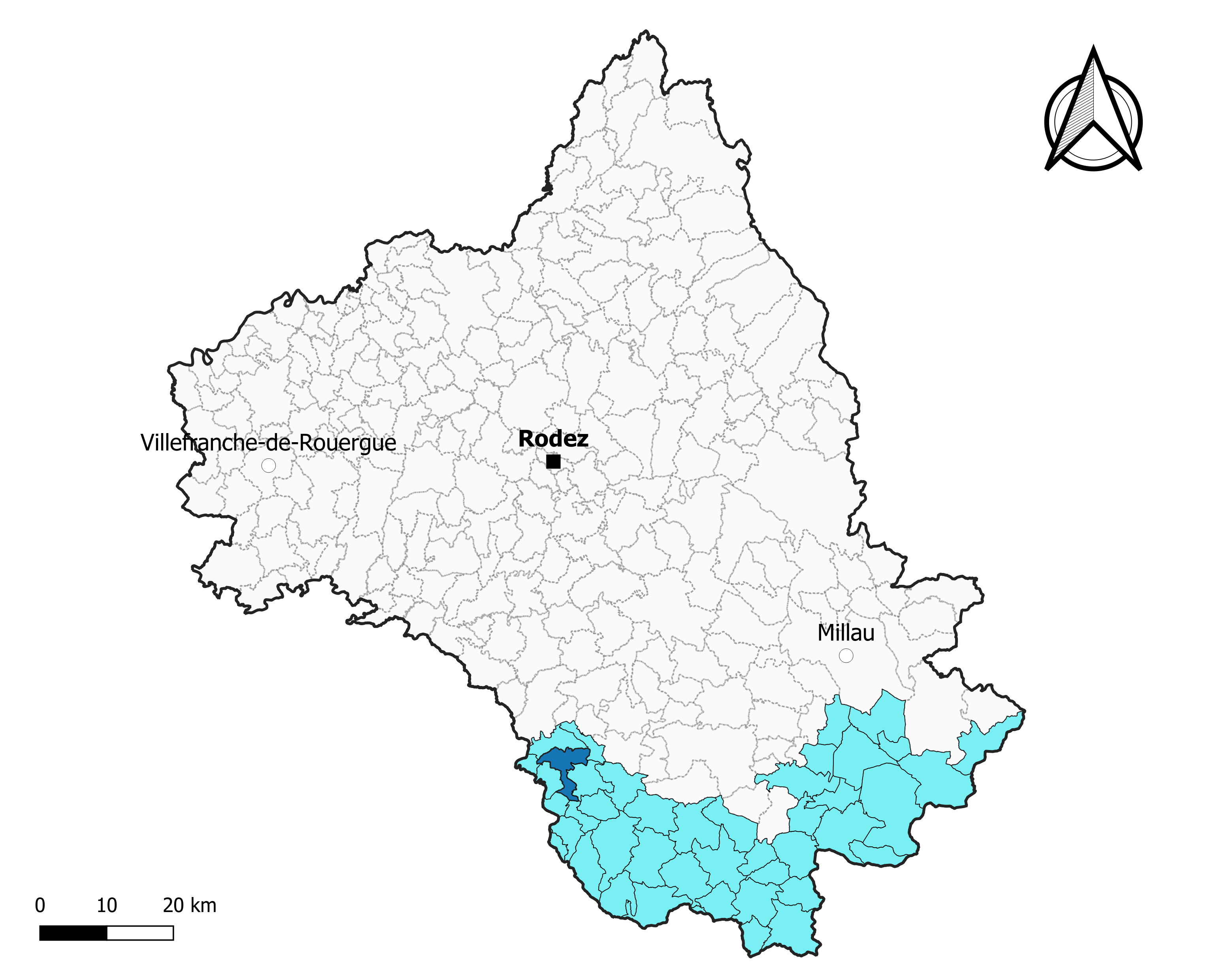
Coupiac dans le canton des Causses-Rougiers en 2020.
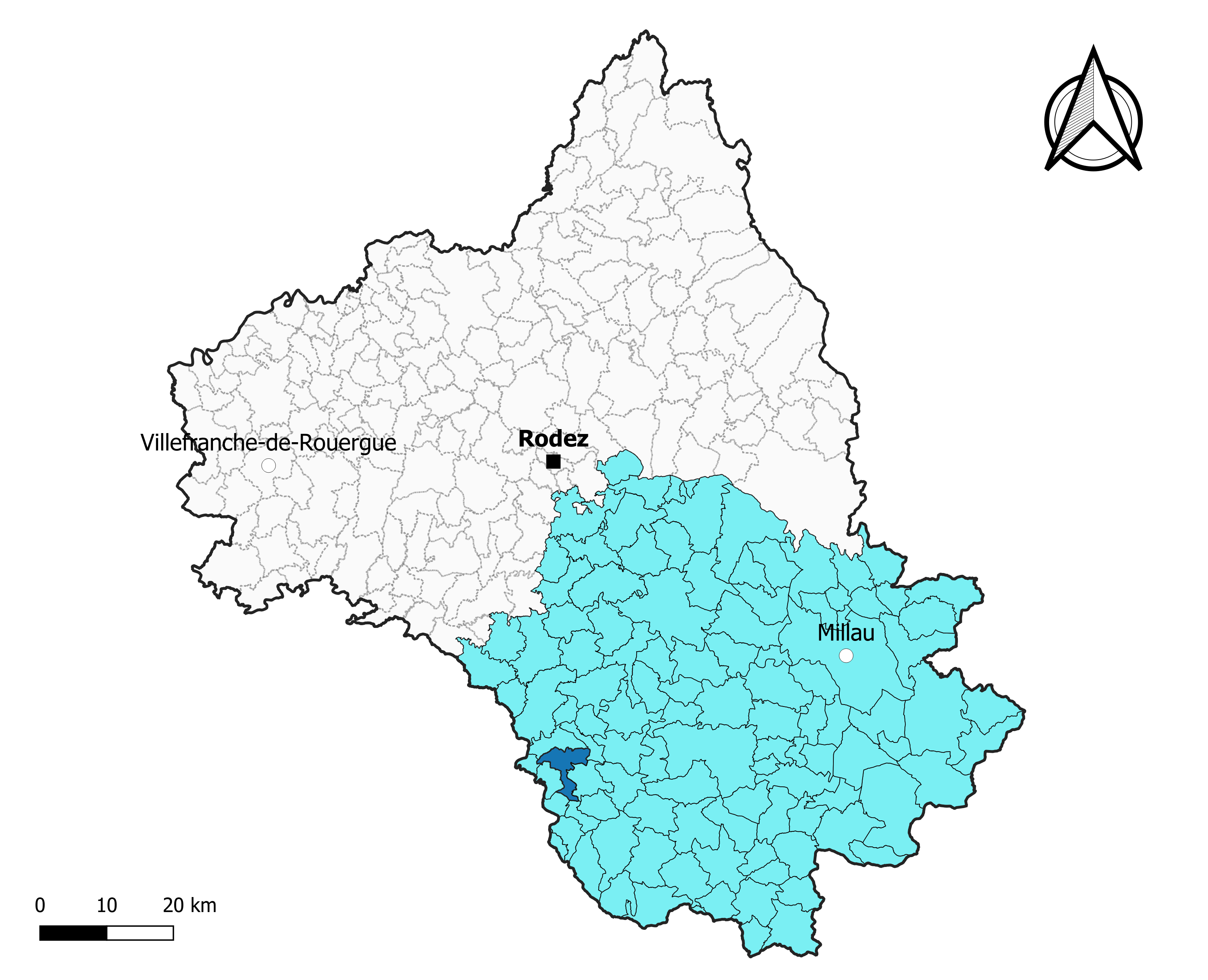
Coupiac dans l'arrondissement de Millau en 2020.

### Élections municipales et communautaires

#### Élections de 2020
Le conseil municipal de Coupiac, commune de moins de 1 000 habitants, est élu au scrutin majoritaire plurinominal à deux tours avec candidatures isolées ou groupées et possibilité de panachage. Compte tenu de la population communale, le nombre de sièges à pourvoir lors des élections municipales de 2020 est de 11. La totalité des onze candidats en lice est élue dès le premier tour, le 15 mars 2020, avec un taux de participation de 65,56 %.
Jean-Claude Souyris, maire sortant, est réélu pour un nouveau mandat le 26 mai 2020.
Dans les communes de moins de 1 000 habitants, les conseillers communautaires sont désignés parmi les conseillers municipaux élus en suivant l’ordre du tableau (maire, adjoints puis conseillers municipaux) et dans la limite du nombre de sièges attribués à la commune au sein du conseil communautaire. Un siège est attribué à la commune au sein de la communauté de communes Saint Affricain, Roquefort, Sept Vallons.

#### Liste des maires
| Période                                  | Période  | Identité             | Étiquette                | Qualité |
| ---------------------------------------- | -------- | -------------------- | ------------------------ | --- |
| 1942                                     | 1980     | Albert Sirgue        | CNIP puis RI puis UDF-PR | Agriculteur, Sénateur (1971-1980) Conseiller général du canton de Saint-Sernin-sur-Rance (1949-1980) décédé en fonctions |
| mars 1981                                | 2014     | Jean-Marie Sirgue    | UDF                      | Assureur Conseiller général du canton de Saint-Sernin-sur-Rance (1992-2004)                                              |
| avril 2014                               | en cours | Jean-Claude Souyris, |                          | Technicien |
| Les données manquantes sont à compléter. |          |                      |                          | |

## Démographie
L'évolution du nombre d'habitants est connue à travers les recensements de la population effectués dans la commune depuis 1793. Pour les communes de moins de 10 000 habitants, une enquête de recensement portant sur toute la population est réalisée tous les cinq ans, les populations de référence des années intermédiaires étant quant à elles estimées par interpolation ou extrapolation. Pour la commune, le premier recensement exhaustif entrant dans le cadre du nouveau dispositif a été réalisé en 2005.

En 2022, la commune comptait 358 habitants, en évolution de −9,82 % par rapport à 2016 (Aveyron : +0,37 %, France hors Mayotte : +2,11 %).
| 1793  | 1800  | 1806  | 1821  | 1831  | 1836  | 1841  | 1846  | 1851  |
| ----- | ----- | ----- | ----- | ----- | ----- | ----- | ----- | ----- |
| 2 000 | 1 899 | 4 364 | 2 493 | 2 763 | 2 398 | 2 714 | 1 666 | 1 597 |

| 1856  | 1861  | 1866  | 1872  | 1876  | 1881  | 1886  | 1891  | 1896  |
| ----- | ----- | ----- | ----- | ----- | ----- | ----- | ----- | ----- |
| 1 520 | 1 527 | 1 390 | 1 523 | 1 450 | 1 441 | 1 532 | 1 462 | 1 325 |

| 1901  | 1906  | 1911  | 1921  | 1926  | 1931 | 1936 | 1946 | 1954 |
| ----- | ----- | ----- | ----- | ----- | ---- | ---- | ---- | ---- |
| 1 193 | 1 166 | 1 129 | 1 030 | 1 034 | 910  | 901  | 802  | 715  |

| 1962 | 1968 | 1975 | 1982 | 1990 | 1999 | 2005 | 2006 | 2010 |
| ---- | ---- | ---- | ---- | ---- | ---- | ---- | ---- | ---- |
| 722  | 662  | 663  | 718  | 629  | 535  | 501  | 493  | 449  |

| 2015 | 2020 | 2022 | - | - | - | - | - | - |
| ---- | ---- | ---- | - | - | - | - | - | - |
| 401  | 363  | 358  | - | - | - | - | - | - |

## Économie

### Revenus
En 2018  (données Insee publiées en septembre 2021), la commune compte 178 ménages fiscaux, regroupant 354 personnes. La médiane du revenu disponible par unité de consommation est de 17 990 € (20 640 € dans le département).

### Emploi
| Division       | 2008  | 2013  | 2018  |
| -------------- | ----- | ----- | ----- |
| Commune        | 6 %   | 9 %   | 7,7 % |
| Département    | 5,4 % | 7,1 % | 7,1 % |
| France entière | 8,3 % | 10 %  | 10 %  |

En 2018, la population âgée de 15 à 64 ans s'élève à 192 personnes, parmi lesquelles on compte 69,2 % d'actifs (61,5 % ayant un emploi et 7,7 % de chômeurs) et 30,8 % d'inactifs,. Depuis 2008, le taux de chômage communal (au sens du recensement) des 15-64 ans est supérieur à celui du département, mais inférieur à celui de la France.
La commune est hors attraction des villes,. Elle compte 178 emplois en 2018, contre 191 en 2013 et 203 en 2008. Le nombre d'actifs ayant un emploi résidant dans la commune est de 125, soit un indicateur de concentration d'emploi de 142,2 % et un taux d'activité parmi les 15 ans ou plus de 39,7 %.
Sur ces 125 actifs de 15 ans ou plus ayant un emploi, 78 travaillent dans la commune, soit 62 % des habitants. Pour se rendre au travail, 65,5 % des habitants utilisent un véhicule personnel ou de fonction à quatre roues, 22,6 % s'y rendent en deux-roues, à vélo ou à pied et 11,8 % n'ont pas besoin de transport (travail au domicile).

### Activités hors agriculture
49 établissements sont implantés  à Coupiac au 31 décembre 2019. Le tableau ci-dessous en détaille le nombre par secteur d'activité et compare les ratios avec ceux du département,.
| Secteur d'activité                                                                                        | Commune | Commune | Département |
| Secteur d'activité                                                                                        | Nombre  | %       | %           |
| --- | ------- | ------- | ----------- |
| Ensemble                                                                                                  | 49      |         |             |
| Industrie manufacturière, industries extractives et autres                                                | 13      | 26,5 %  | (17,7 %)    |
| Construction                                                                                              | 4       | 8,2 %   | (13 %)      |
| Commerce de gros et de détail, transports, hébergement et restauration                                    | 11      | 22,4 %  | (27,5 %)    |
| Activités financières et d'assurance                                                                      | 1       | 2 %     | (3,4 %)     |
| Activités immobilières                                                                                    | 1       | 2 %     | (4,2 %)     |
| Activités spécialisées, scientifiques et techniques et activités de services administratifs et de soutien | 1       | 2 %     | (12,4 %)    |
| Administration publique, enseignement, santé humaine et action sociale                                    | 11      | 22,4 %  | (12,7 %)    |
| Autres activités de services                                                                              | 7       | 14,3 %  | (7,8 %)     |

Le secteur de l'industrie manufacturière, des industries extractives et autres est prépondérant sur la commune puisqu'il représente 26,5 % du nombre total d'établissements de la commune (13 sur les 49 entreprises implantées  à Coupiac), contre 17,7 % au niveau départemental.

### Agriculture
La commune est dans les Monts de Lacaune, une petite région agricole occupant le sud du département de l'Aveyron. En 2020, l'orientation technico-économique de l'agriculture  sur la commune est l'élevage d'ovins ou de caprins.
|               | 1988  | 2000  | 2010  | 2020  |
| ------------- | ----- | ----- | ----- | ----- |
| Exploitations | 40    | 27    | 23    | 16    |
| SAU (ha)      | 1 215 | 1 168 | 1 105 | 1 114 |

Le nombre d'exploitations agricoles en activité et ayant leur siège dans la commune est passé de 40 lors du recensement agricole de 1988  à 27 en 2000 puis à 23 en 2010 et enfin à 16 en 2020, soit une baisse de 60 % en 32 ans. Le même mouvement est observé à l'échelle du département qui a perdu pendant cette période 51 % de ses exploitations,. La surface agricole utilisée sur la commune a également diminué, passant de 1 215 ha en 1988 à 1 114 ha en 2020. Parallèlement la surface agricole utilisée moyenne par exploitation a augmenté, passant de 30 à 70 ha.

## Culture locale et patrimoine

### Lieux et monuments

#### Le Château de Coupiac
Inscrit MH (1928)
De style gothique flamboyant dans son ensemble, le château en impose par ses dimensions en surface et en hauteur, par le nombre de ses mâchicoulis, ses latrines et meurtrières. Il compte aussi de belles fenêtres dans les tours et de grandes fenêtres à meneaux au deuxième étage.

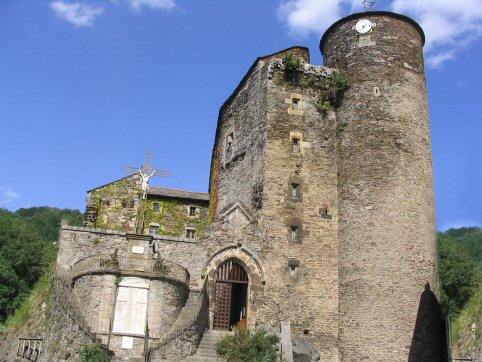
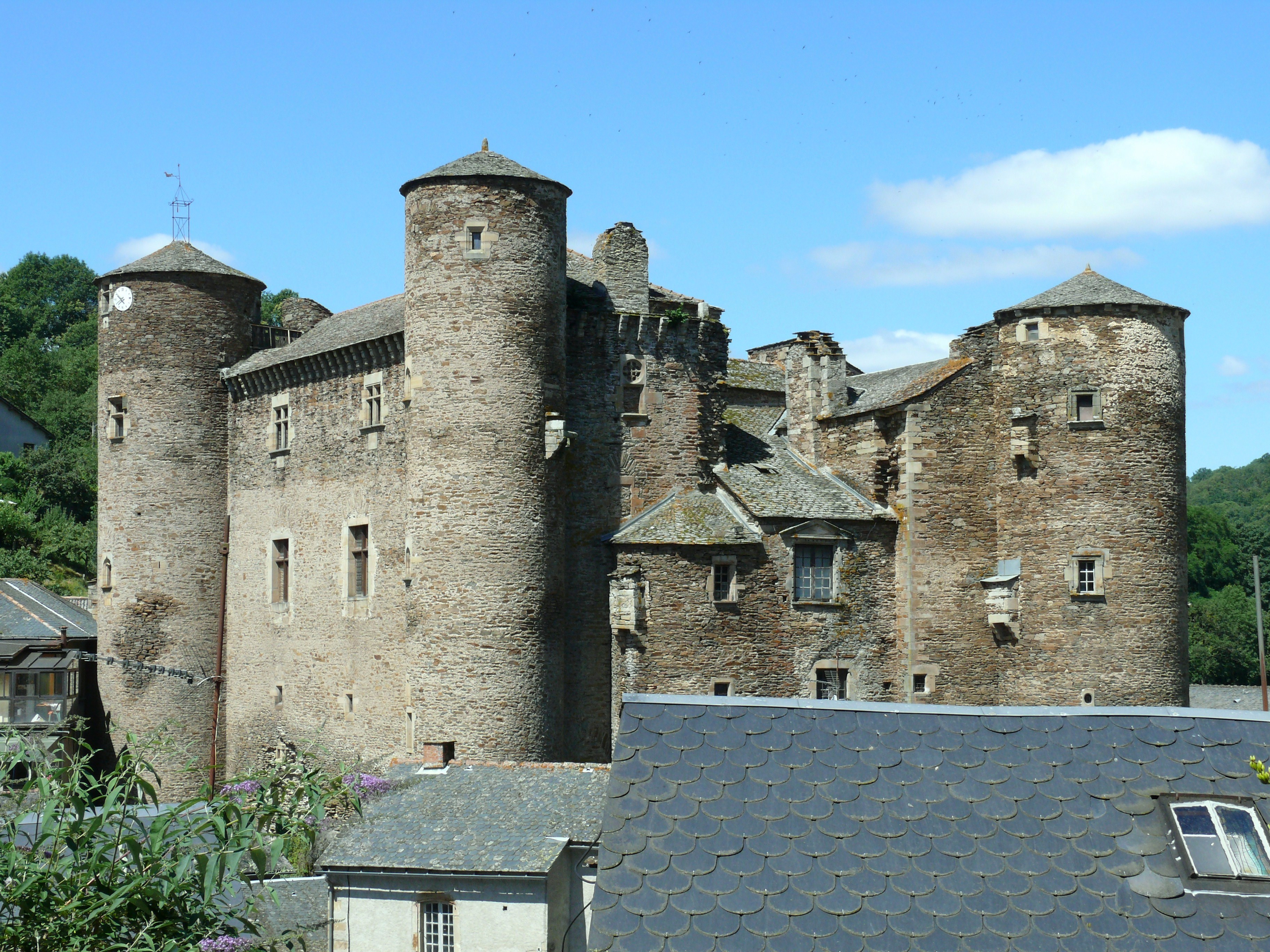

#### L'oratoire du Saint Voile
Depuis 1986, un oratoire accueille la châsse en cuivre doré contenant le Saint Voile. Il est aménagé dans l'ancienne tour qui domine la porte des fortifications et le porche de la chapelle Saint-Pierre. Il est décoré de fresques néo-byzantines évoquant des scènes de la vie de la Vierge et réalisées par l'artiste Nicolas Greschny.

#### Église Notre-Dame-de-l'Assomptionde Coupiac
Mi-romane, mi-gothique, l'église actuelle se compose d'un porche en plein cintre, avec deux arcades élevées d'une tour carrée, que surmonte un clocher octogonal avec flèche. De ce clocher, on peut entendre, au sommet de l'Angélus, "Lou Trigonnomen" qui précède la sonnerie à grande volée. À l'intérieur, elle est très spacieuse en surface et en hauteur elle a 30 mètres de longueur, 14 mètres de largeur, et 12 mètres de hauteur. Les bas-côtés sont de style néo-roman et la nef centrale de style  néo-gothique. Elle est remarquable par la grandeur et la beauté de son chœur, par ses grosses colonnes avec chapiteaux, sur lesquels s'élèvent des colonnes engagées soutenant les croisées d'ogives et la voûte centrale. Son chœur est orné de boiseries et de stalles sculptées. Ses vitraux sont aussi intéressants. Ils ont été fabriqués en 1885 par Dagrand de Bordeaux entreprise de renom à l'époque. Ils représentent notamment des scènes de la dévotion à la Vierge Marie.

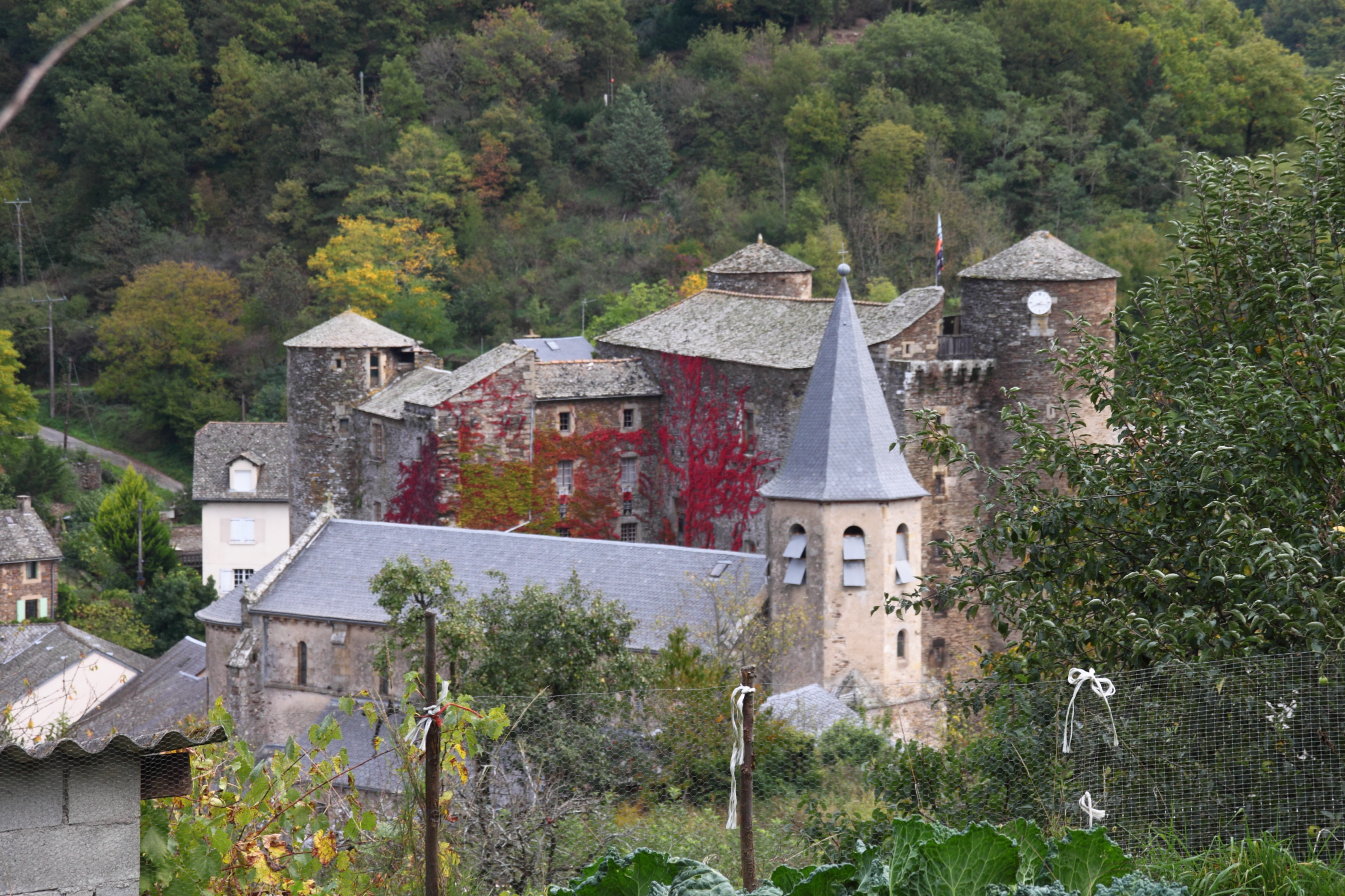
Église Notre-Dame-de-l'Assomption de Coupiac
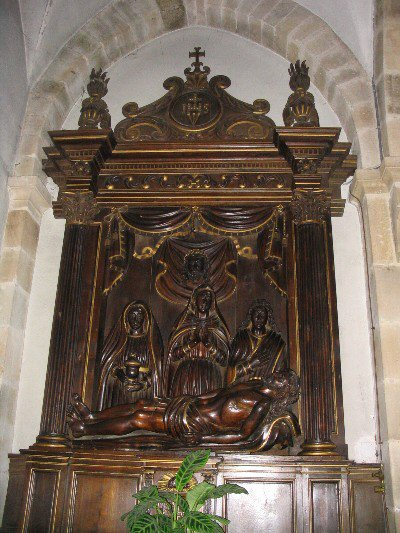
L'autel dit des "Cinq Plaies" (1862) où l'on voit des personnages, en bois du pays et de grandeur nature: c'est le Christ gisant mort et derrière lui, trois femmes en prière. Auteur: Emilie Condomines

- Église Saint-Exupère de Saint-Exupère.
- Église Saint-Michel de Saint-Michel-de-Castor.

### Personnalités liées à la commune
- Jean-Baptiste Mallevialle (1836-1892), médecin, maire de Belmont-Bretenoux, conseiller général et député de l'Aveyron de 1881 à 1885, siégeant au centre gauche et soutenant les gouvernements opportunistes.
- Albert Sirgue, né le 5 juin 1915 à La Boriette (commune de Coupiac) et mort le 18 novembre 1980 dans le 10e arrondissement de Paris, a été sénateur de l'Aveyron de 1971 à 1980.
- Hubert Gonnet (1924-1998), écrivain, mort à Coupiac.

### Héraldique
| Blason de Coupiac | Blason  | D'or au château donjonné de sable, ouvert et maçonné du champ, au chef d'argent au sautoir de gueules. Devise / CriFidelis et fortis |
| Blason de Coupiac | Détails | Adopté par la municipalité. |